# Helkikoskensaari
Helkikoskensaari, enaresamiska: Helgeguoikkasuolu, är en ö i Finland. Den ligger i vattendraget Ivalojoki och i kommunen Enare  i den ekonomiska regionen Norra Lappland och landskapet Lappland, i den norra delen av landet, 900 km norr om huvudstaden Helsingfors. Öns area är 0,9 hektar och dess största längd är 200 meter i öst-västlig riktning.